# Da Drought 2
 (mars 2024).
Si vous disposez d'ouvrages ou d'articles de référence ou si vous connaissez des sites web de qualité traitant du thème abordé ici, merci de compléter l'article en donnant les références utiles à sa vérifiabilité et en les liant à la section « Notes et références ».
Albums de Lil Wayne
Da Drought
(2004) The Prefix
(2004)
Da Drought 2 est une mixtape de Lil Wayne sortie le 1er juin 2004.

## Liste des titres
| No  | Titre                                         | Durée |
| --- | --------------------------------------------- | ----- |
| 1.  | Everything Will Be Fine (featuring Reel)      | 3:43  |
| 2.  | So Many Places                                | 5:10  |
| 3.  | Can't No Nigga                                | 3:52  |
| 4.  | Shake Ya Money Maker (featuring Ms. Tee)      | 3:40  |
| 5.  | Move Ya Body (featuring Reel et Pauleone)     | 4:35  |
| 6.  | The Problem                                   | 5:06  |
| 7.  | Check One Two                                 | 6:26  |
| 8.  | You Don't Know (featuring Twin et Reel)       | 4:52  |
| 9.  | Get Out                                       | 3:46  |
| 10. | The Burn                                      | 3:41  |
| 11. | You My Hoe                                    | 5:24  |
| 12. | In the Booth                                  | 4:51  |
| 13. | Real Thugs (featuring Reel, Magnolia et Chop) | 3:58  |
| 14. | Let's Party (featuring Reel)                  | 3:48  |
| 15. | Why Lil' Wayne                                | 4:42  |